# Lammkogel
Lammkogel är en bergstopp i Österrike.   Den ligger i distriktet Graz-Umgebung och förbundslandet Steiermark, i den östra delen av landet, 130 km sydväst om huvudstaden Wien. Toppen på Lammkogel är 407 meter över havet.
Terrängen runt Lammkogel är huvudsakligen kuperad. Lammkogel ligger nere i en dal som går i nord-sydlig riktning. Närmaste större samhälle är Frohnleiten, 3,9 km norr om Lammkogel. 
I omgivningarna runt Lammkogel växer i huvudsak blandskog. Runt Lammkogel är det ganska tätbefolkat, med 124 invånare per kvadratkilometer.